# Opferpension
Als Opferpension (auch Opferrente) bezeichnet man umgangssprachlich die monatliche Zuwendung für Opfer einer politischen Haft in der ehemaligen sowjetischen Besatzungszone bzw. der DDR. Nach §17a des Strafrechtlichen Rehabilitierungsgesetzes (StrRehaG) in der Fassung vom 28. August 2007 betrug ihre Höhe maximal 250 Euro monatlich. Gemäß Bundestagsbeschluss vom 4. Dezember 2014 wurde sie mit Zustimmung des Bundesrates vom 19. Dezember 2014 auf maximal 300 Euro erhöht. Am 8. November 2019 stimmte der Bundesrat einem Gesetzänderungsbeschluss des Bundestags vom 24. Oktober 2019 zu, wonach die Mindestdauer der Haft von 180 Tagen auf 90 Tage verkürzt, die maximale Zuwendung auf 330 Euro erhöht und das Gesetz in „Gesetz zur Verbesserung rehabilitierungsrechtlicher Vorschriften für Opfer der politischen Verfolgung in der ehemaligen DDR und zur Änderung des Adoptionsvermittlungsgesetzes“ umbenannt wird. Am 30. Januar 2025 beschloss der Bundestag, die Pension ab 1. Juli 2025 auf 400 Euro zu erhöhen. Außerdem ist der Bezug der Opferpension seit diesem Zeitpunkt nicht mehr an die Bedürftigkeit der Empfänger gekoppelt.

## Kriterien für die Bewilligung einer monatlichen Opferpension
Eine Opferpension wird nur auf Antrag des Geschädigten gezahlt und ist an die folgenden Bedingungen geknüpft:
- Freiheitsentzug: Die Opferpension wird nur an Personen gezahlt, die „eine mit wesentlichen Grundsätzen einer freiheitlichen rechtsstaatlichen Ordnung unvereinbare Freiheitsentziehung von insgesamt mindestens 90 Tagen erlitten haben“. Als Freiheitsentzug werden hierbei neben Haftstrafen auch sonstige Formen haftähnlicher behördlicher Freiheitsentziehung wie Zwangsarbeit oder Zwangseinweisungen in psychiatrische Anstalten gewertet. Über die Rechtsstaatswidrigkeit von DDR-Urteilen entscheiden die Landgerichte.[4]
- Ausschlussgründe: Bei Verstoß gegen die Grundsätze von Menschlichkeit oder Rechtsstaatlichkeit oder bei schwerwiegendem Missbrauch der persönlichen Stellung zum eigenen Vorteil bzw. zum Nachteil anderer wird keine Opferpension gewährt. Dies schließt Personen aus, die der SED-Diktatur „erheblichen Vorschub geleistet haben“.[5] Ebenso wird keine Opferrente gezahlt, wenn der Betroffene auf Grund einer vorsätzlichen Straftat rechtskräftig zu einer Freiheitsstrafe verurteilt wurde. Anlass für diese am 2. Dezember 2010 beschlossene Ergänzung war der Fall des mehrfach wegen schwerer Gewaltverbrechen verurteilten Frank Schmökel, der zu DDR-Zeit wegen eines gescheiterten Fluchtversuchs in Haft gesessen und deshalb Opferrente beantragt hatte.[6]

Nach gegenwärtiger Rechtslage gelten schätzungsweise 42.000 Menschen als anspruchsberechtigt. Aktuell (Stand: 2010) erhalten knapp 37.000 von ihnen eine Opferpension.

## Geschichte
Am 18. September 1953 hatte der Bundestag mit dem Bundesentschädigungsgesetz (BEG) umfangreiche finanzielle Wiedergutmachungsleistungen für Verfolgte des NS-Regimes beschlossen. Dem folgte 1955 das Häftlingshilfegesetz, das Unterstützungen für durch die Sowjets Verhaftete vorsah.
Die erste frei gewählte Volkskammer der DDR beriet im März 1990 ein Gesetz zur Entschädigung der SED-Opfer. Neben der strafrechtlichen Rehabilitierung sah dieses auch finanzielle Wiedergutmachung und soziale Ausgleichsleistungen vor. Fast einstimmig wurde das Gesetz am 6. September 1990 von der Volkskammer beschlossen. In Nachverhandlungen zum Einigungsvertrag weigerte sich die Bundesregierung jedoch, das Gesetz vollständig ins Bundesrecht zu übernehmen, weshalb diverse Bestimmungen bereits wenige Tage später wieder außer Kraft traten. Dennoch sah der Einigungsvertrag vor, die Rehabilitierung der „Opfer des SED-Unrechts-Regimes [...] mit einer angemessenen Entschädigung zu verbinden“.
Am 29. Oktober 1992 verabschiedete der Bundestag das Gesetz über die Rehabilitierung und Entschädigung von Opfern rechtsstaatswidriger Strafverfolgungsmaßnahmen im Beitrittsgebiet. Das 1. SED-Unrechtsbereinigungsgesetz sah vor, den Opfern des SED-Regimes für jeden Haftmonat eine einmalige Kapitalentschädigung in Höhe von 300 DM zu zahlen. Ferner gab es weitere Leistungen für Verfolgte in sozialer Notlage oder Menschen, die infolge ihrer Haft schwere gesundheitliche Schäden erfahren hatten.
Zum 1. Januar 2000 hob der Bundestag die Haftentschädigung auf den für unschuldig Inhaftierte üblichen Betrag von 600 DM pro Haftmonat an. Ein zweites SED-Unrechtsbeseitigungsgesetz (Verwaltungsrechtliches Rehabilitierungsgesetz) trat 1994 in Kraft. Es regelt die Rehabilitierung und Entschädigung für unrechtmäßige Verwaltungsmaßnahmen (Behördenwillkür) in der DDR.
1998 stellten Opferverbände einen Gesetzesentwurf vor, der eine Rentenerhöhung für SED-Opfer vorsah, welcher jedoch im Vermittlungsausschuss scheiterte. Im Juni 2000 brachte die CDU/CSU-Bundestagsfraktion einen Entwurf für ein drittes SED-Unrechtsbereinigungsgesetz in den Bundestag ein, welches eine Ehrenpension für zu Unrecht langjährig Inhaftierte SED-Opfer vorsah, welcher jedoch im Mai 2001 abgelehnt wurde. Auch zwei weitere Entwürfe der Fraktionen von CDU, CSU und FDP wurden im Januar 2004 abgelehnt.
Für die Bundestagswahl 2005 nahm die CDU die Forderung nach einer Opferrente für SED-Opfer in ihr Wahlprogramm auf, welche nach der Wahl auch in den Koalitionsvertrag von CDU, CSU und SPD aufgenommen wurde. Im Januar 2007 einigten sich die Regierungsparteien auf die Eckpunkte der geplanten Neuregelung. Der am 13. Juni 2007 beschlossene Entwurf erhielt am 6. Juli 2007 die Zustimmung des Bundestages. Mit der Unterzeichnung des Bundespräsidenten und der Veröffentlichung im Bundesgesetzblatt trat das Gesetz am 29. August 2007 in Kraft.

## Kritik
Bei Opferverbänden stoßen die gesetzlichen Regelungen zur Opferpension auf vielfältige Kritik. Zum einen wird die unterschiedliche Behandlung mit Opfern des Nationalsozialismus behauptet. Es sei die Opferpension für SED-Opfer im Allgemeinen geringer als die Ehrenpension für Verfolgte des NS-Regimes und wird nicht einkommensunabhängig, sondern nur im wirtschaftlichen Bedarfsfall gezahlt. Zum anderen wird kritisiert, dass nach gegenwärtiger Rechtslage Opfer politischer Haft außerhalb des Beitrittsgebietes (beispielsweise aus den früheren deutschen Ostgebieten) von der Opferpension ausgenommen sind. Auch Opfer, die nicht inhaftiert waren, sondern stattdessen mit Zersetzungsmaßnahmen belegt wurden, sind von der finanziellen Rehabilitation ausgeschlossen.